# Светозар Косорић
Светозар Косорић — Костреш (Кусаче, 12. августа 1913 — Мало Поље, 19. окотобар 1943) био је учесник Народноослободилачке борбе и народни херој Југославије. 

## Биографија
Прве контакте са КПЈ остварио је преко Тодора Вујасиновића са којим је заједно радио 1937. године. Хапшен је због учешћа у организовању радничких штрајкова против предузећа браће Симовић и Кнежевић.
Члан је Комунистичке партије Југославије (КПЈ) од 1938. године, а у народноослободилачкој борби је од 12. јула 1941. године. Погинуо је као командант Планинског НОП одреда 19. октобра 1943. године у Малом Пољу код Хан Пијеска у борби против четника.
Указом Президијума Народне скупштине Федеративне Народне Републике Југославије, 5. јула 1951. године, проглашен је за народног хероја Југославије.